# دومینیک جفکات
دومینیک جفکات (انگلیسی: Dominic Jephcott؛ زادهٔ ۲۸ ژوئیهٔ ۱۹۵۷) بازیگر اهل بریتانیا است.
از فیلم‌ها یا مجموعه‌های تلویزیونی که وی در آن‌ها نقش داشته‌است، می‌توان به آدمکشان میدسامر، جنگ تریاک، در جبهه غرب خبری نیست، شکارچی حرفه‌ای، شهر هالبی، الیور توئیست، پوآرو، اسکارلت پیمپرنل و تلفات اشاره نمود.